# Luc-sur-Mer
Luc-sur-Mer település Franciaországban, Calvados megyében. Lakosainak száma 3295 fő (2022. január 1.). Luc-sur-Mer Cresserons, Douvres-la-Délivrande, Langrune-sur-Mer és Lion-sur-Mer községekkel határos.

## Népesség
A település népességének változása:
| Lakosok száma | 1976 | 2609 | 2902 | 3186 | 3149 | 3171 | 3182 | 3213 | 3241 | 3295 |
|               | 1968 | 1982 | 1990 | 2006 | 2013 | 2015 | 2017 | 2019 | 2020 | 2022 |